# Polski Fiat 508/III W Łazik
Der Polski Fiat 508/III W Łazik war ein polnischer Kübelwagen, welcher 1936 entwickelt und ab 1937 an die Armee ausgeliefert wurde.

## Geschichte
In der Zwischenkriegszeit wurden zahlreiche Kraftfahrzeugkonstruktionen zur Ausrüstung der wiederauferstandenen polnischen Armee entwickelt. Der Wunsch, eigene technische Ideen zu entwickeln, von externen Lieferanten unabhängig zu werden und die heimische Industrie zu unterstützen, beflügelte die Ingenieure. Einige Fahrzeuge wurden von Anfang an für den militärischen Einsatz konzipiert, während andere nach geringfügigen oder größeren Modifikationen an diese Rolle angepasst wurden. Zu dieser letzten Gruppe gehört auch der Polski Fiat 508/III W Łazik. Dieser Entwurf basierte vom zivilen Personenkraftwagen Polski-Fiat 508/III Junak und wurde 1935 von den Ingenieuren M. Świerczyński und T. Tański von der Firma Państwowe Zakłady Inżynierii entwickelt. Das polnische Wort Łazik bedeutet Jeep oder Kübelwagen.

## Produktion
Die Produktion des Polski Fiat 508/III W Łazik begann im Jahr 1936. Zwischen 1936 und August 1939 wurden etwa 1.500 Fahrzeuge produziert.

## Technische Beschreibung

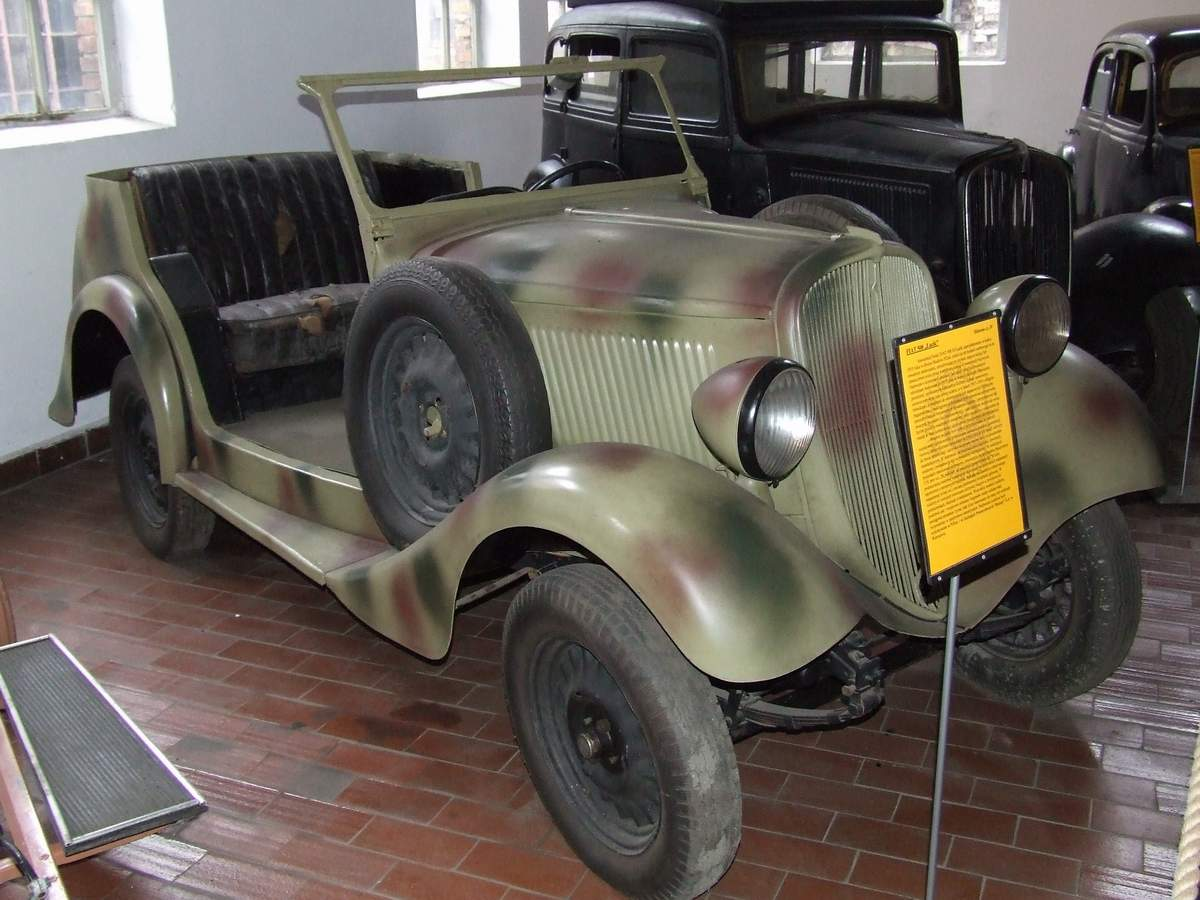
Polski Fiat 508/III W Łazik im Museum Przemysłu in Warschau

Es hatte eine offene Karosserie, welches dadurch ein schnelles Ein- und Aussteigen ermöglichte. Um dennoch vor schlechtem Wetter geschützt zu sein, konnte das Fahrzeug mit einer Plane als Verdeck ausgestattet werden. Die Karosserie bestand aus einer Stahlkonstruktion auf Basis eines Holzskeletts. Der Motor befand sich an der Vorderseite des Fahrzeugs und der Kofferraum an der Rückseite. Um das Schießen aus dem Fahrzeug zu ermöglichen, konnte die Windschutzscheibe abgesenkt werden. Im Inneren befanden sich Waffenhalter und eine Handgranatentasche. Zusätzlich waren einige Einheiten mit fest montierten Maschinengewehren, wie das Browning wz. 1928, ausgestattet.
Angetrieben wurde das Fahrzeug durch einen flüssigkeitsgekühlten Vierzylinder-Ottomotor vom Typ PZInż. 117. Dieser hatte einen Hubraum von 995 cm³ und lieferte 24 PS bei 3600/min. Das Getriebe des Fahrzeuges hatte vier Vorwärtsgänge und einem Rückwärtsgang. Das Fahrzeug war mit Geländereifen und einer Differenzialsperre ausgestattet. Einige gebaute Exemplare erhielten eine zusätzliche Untersetzung für Fahrten im Gelände. Neben der Variante als Kübelwagen gab es auch Pick-up-Modelle, die vor allem als leichte Krankenwagen eingesetzt wurden.

## Einsatz

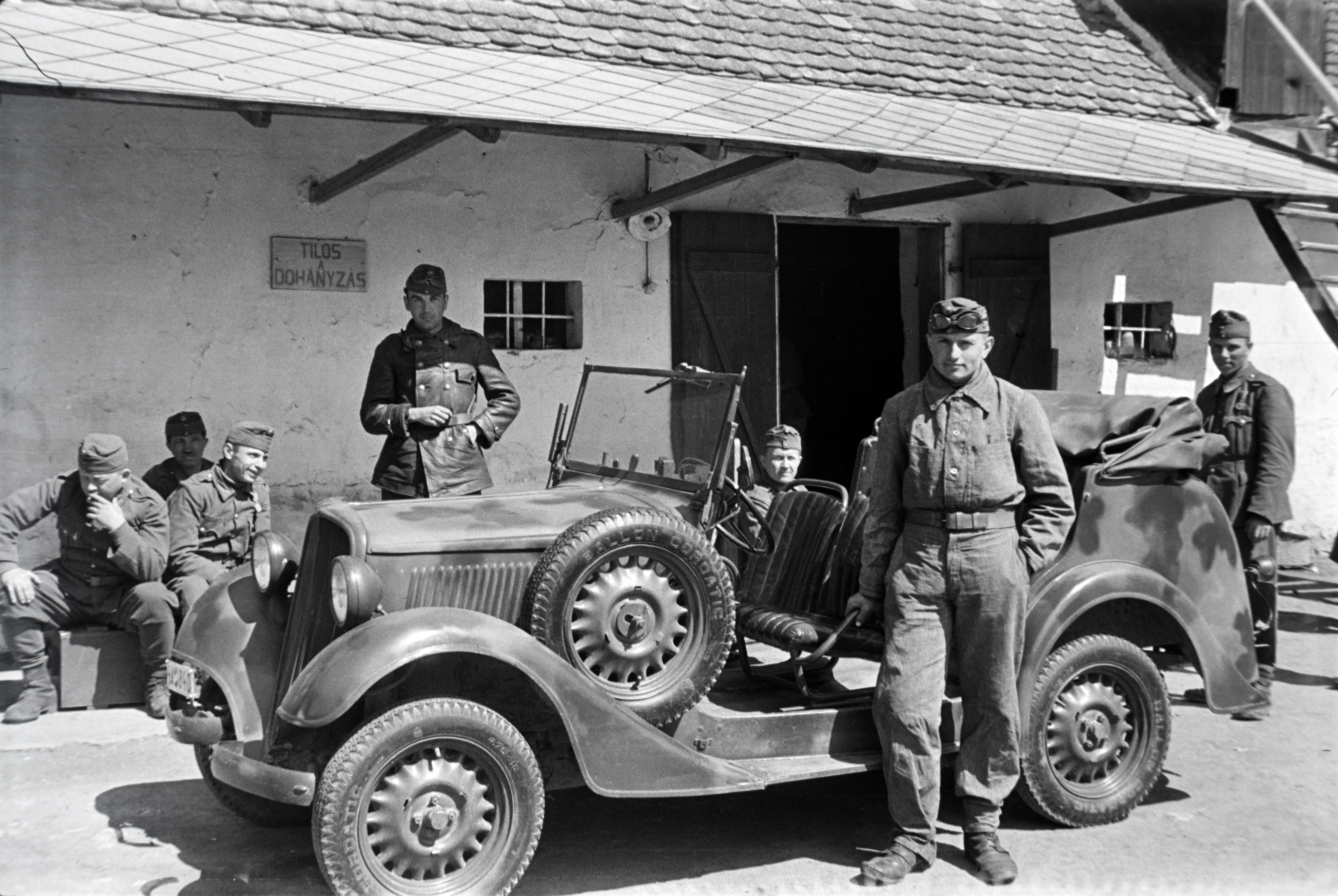
Polski Fiat 508/III W Łazik in der ungarischen Armee

Die ersten Fahrzeuge für die polnische Armee wurden im Jahr 1937 ausgeliefert. Dieser wurde an verschiedene Truppenteile verteilt und aktiv eingesetzt. Die Besatzungen waren mit dem Fahrzeug durchweg zufrieden. Nachdem die Wehrmacht im September in Polen einmarschierte, erbeutete sie zahlreiche Fahrzeuge. Diese wurden als brauchbar befunden und weiter eingesetzt. An die ungarische Armee wurden später einige der erbeuteten Fahrzeuge der Wehrmacht übergeben und aktiv eingesetzt.

## Verbleib
Heute sind noch einige Fahrzeuge in Museen zu finden. So befindet sich eines im Muzeum Przemysłu in Warschau.